# Рокитнівська районна рада
Рокитнівська районна рада — орган місцевого самоврядування, що представляє спільні інтереси територіальних громад сіл, селищ Рокитнівського району Рівненської області, у межах повноважень, визначених Конституцією України, Законом України «Про місцеве самоврядування в Україні» та іншими законами, а також повноважень, переданих їй сільськими, селищними радами Рокитнівського району Рівненської області.
Головою Рокитнівської районної ради є Кінчур Анатолій Андрійович, обраний рішенням ради № 155 від 28.10.2016 «Про обрання голови Рокитнівської районної ради сьомого скликання»
Депутати районної ради (сьоме скликання)
Мініч Григорій Іванович, 23.08.1952, смт. Рокитне Рокитнівського р-ну Рівненської обл., освіта вища, ВО «Батьківщина».
Кінчур Анатолій Андрійович, 26.08.1970, с. Рокитне Рокитнівського р-ну Рівненської обл., освіта вища, голова Рокитнівської районної ради, БПП «Солідарність».
Пахнюк Світлана Михайлівна, 20.05.1972, с. Сновидовичі Рокитнівського р-ну Рівненської обл., освіта вища, ВО «Батьківщина», заступник голови районної ради.
Берташ Олексій Сергійович, 16.05.1978, с. Рокитне Рокитнівського району Рівненської області, освіта вища, Рокитнівська районна державна адміністрація, перший заступник голови РДА, БПП «Солідарність».
Бричка Володимир Дмитрович, 03.01.1955, с. Карпилівка Рокитнівського     р-ну Рівненської обл., освіта вища, пенсіонер, ВО «Батьківщина».
Бричка Михайло Іванович, 02.04.1975, с. Карпилівка Рокитнівського р-ну Рівненської обл., освіта середня спеціальна, Карпилівське лісництво ДП «Рокитнівський лісгосп», БПП «Солідарність».
Бричка Юрій Миколайович,31.07.1972, с. Карпилівка Рокитнівського р-ну Рівненської області, освіта вища, підприємець, ВО «Батьківщина».
Власик Іван Сергійович, 27.08.1970, смт. Томашгород Рокитнівського р-ну Рівненської обл., освіта вища, заступник директора Рівненської обласної дитячо-спортивної школи інвалідів, ПП «Опозиційний блок».
Герасимчук Анатолій Андрійович, 09.01.1958, с. Біловіж Рокитнівського р-ну Рівненської обл., освіта вища, керуючий справами Рокитнівської районної ради, ПП «Українське об'єднання патріотів — УКРОП», 
Жук Наталія Степанівна, 22.12.1978, с. Старе Село Рокитнівського р-ну Рівненської обл., освіта середня спеціальна, Старосільська сільська рада, спеціаліст І категорії, ВО «Батьківщина».
Кайданович Віктор Леонтійович, 22.09.1962, с. Біловіж Рокитнівського     р-ну, Рівненської обл., освіта вища, пенсіонер, ПП «Опозиційний блок».
Кириловець Віктор Іванович, 19.04.1963, смт. Рокитне Рокитнівського р-ну Рівненської обл., освіта вища комерційне підприємство «Олімп», директор, ВО «Батьківщина».
Кисорець Ігор Олександрович, 08.02.1975, смт. Рокитне Рокитнівського р-ну Рівненської обл., освіта вища, ДП «Рокитнівський лісгосп», БПП «Солідарність».
Ковалець Андрій Макарович, 01.05.1965, с. Масевичі Рокитнівського р-ну Рівненської обл., освіта вища, Рокитнівський спортивно-технічний клуб, директор, ВО «Батьківщина».
Ковалевич Валерій Федорович, 23.04.1978, с. Познань Рокитнівського р-ну Рівненської обл., освіта середня, Остківський ДЛГ — охоронець, ВО «Батьківщина».
Ковалець Микола Федорович, 15.05.1972, с. Дерть Рокитнівського р-ну Рівненської обл., освіта вища, підприємець, ВО «Батьківщина».
Коханевич Руслан Романович, 27.02.1982, с. Хміль Рокитнівського р-ну Рівненської обл., освіта вища, Хмільська загальноосвітня школа І-ІІІ ступенів, директор, ПП "Українське об'єднання патріотів — «УКРОП».
Кравчук Оксана Іванівна, 24.05.1972, смт. Рокитне Рокитнівського р-ну Рівненської обл., освіта вища, Рокитнівське ТВБВ № 10017/0163 філії — Рівненського облуправління АТ «Ощадбанк», начальник операційного відділу, ВО «Батьківщина».
Крупенко Анатолій Корнійович, 13.05.1961, с. Кисоричі Рокитнівського     р-ну Рівненської обл., освіта вища, директор Дертівської ЗОШ І-ІІ ступенів, Радикальна партія Олега Ляшка.
Крупенко Григорій Анатолійович, 28.02.1987, с. Кисоричі Рокитнівського   р-ну, Рівненської обл.., освіта вища, Дертівська ЗОШ І-ІІ ступенів, вчитель фізичної культури, Радикальна партія Олега Ляшка.
Крупенко Олександр Миколайович, 12.02.1971, смт. Рокитне Рокитнівського р-ну Рівненської обл.., освіта вища, Рокитнівська районна державна адміністрація, заступник голови РДА, БПП «Солідарність».
Кузьмич Михайло Миколайович, 20.10.1967, с. Старе Село Рокитнівського  р-ну Рівненської обл., освіта вища, Рокитнівська РДА, начальник відділу освіти, БПП «Солідарність».
Кушнір Микола Захарович, 19.01.1960, с. Осницьк Рокитнівського р-ну Рівненської обл., освіта вища, Голова Рокитнівської районної державної адміністрації, БПП «Солідарність».
Маринич Ганна Сидорівна, 02.08.1963, с. Дроздинь Рокитнівського р-ну Рівненської обл., освіта вища, директор Дроздинської НВК: ЗНЗ І-ІІІ ступенів, БПП «Солідарність».
Маринич Микола Іванович, 03.02.1967, с. Березове Рокитнівського р-ну Рівненської обл., освіта середня спеціальна, Березівське лісництво, лісничий, БПП «Солідарність».
Михайленко Микола Миколайович, 21.12.1975, с. Остки Рокитнівського р-ну Рівненської обл., освіта вища, директор ДП «Остківський лісгосп» БПП «Солідарність».
Музика Олександр Іванович, 11.01.1978, смт. Рокитне Рокитнівського р-ну Рівненської обл., освіта вища, підприємець, ВО «Батьківщина».
Новоселецький Микола Іванович, 21.01.1976, с. Рокитне Рокитнівського р-ну Рівненської обл., освіта вища, Управління Держгеокадастру у Рокитнівському районі Рівненської обл., БПП «Солідарність».
Огієвич Степан Володимирович, 15.09.1972, с. Дроздинь Рокитнівського р-ну Рівненської обл., освіта середня, підприємець, ВО «Батьківщина».
Примак Анатолій Анатолійович, 14.10.1976, смт. Рокитне Рокитнівського р-ну Рівненської обл., освіта середня спеціальна, підприємець, Радикальна партія Олега Ляшка.
Рудницький Віктор Анатолійович, 22.07.1952, смт. Рокитне Рокитнівського р-ну Рівненської обл., освіта вища, пенсіонер, Політична Партія «Опозиційний блок».
Сидорович Олена Миколаївна, 05.09.1977, смт. Рокитне Рокитнівського р-ну Рівненської обл., освіта вища, Рокитнівська районна рада, начальник загального відділу, Політична партія «Опозиційний блок».
Смик Людмила Миколаївна, 18.02.1976, с. Масевичі Рокитнівського р-ну Рівненської обл., освіта вища, Масевицька загальноосвітня школа І- ІІІ ступенів, директор, ВО «Батьківщина».
Стрілець Сергій Леонідович, 14.02.1971, смт. Рокитне Рокитнівського р-ну Рівненської обл., освіта середня спеціальна, КП «Рокитнекомуненергія», директор, ВО «Батьківщина».